# Ochrona ludności
Ten artykuł należy dopracować:

przedstawiono sytuację tylko z polskiej perspektywy – artykuł powinien być przekrojowy.
Pomóż go poprawić. 
Ochrona ludności – szeroki termin, obejmujący zarówno działania administracji publicznej, jak i działania indywidualne, zmierzające do zapewnienia bezpieczeństwa życia i zdrowia osób oraz ich mienia, a także utrzymania sprzyjających warunków środowiskowych do ich przeżycia, pomocy socjalnej i psychologicznej poszkodowanym, osłony prawnej oraz ich przygotowania edukacyjnego i sprawnościowego do radzenia sobie w czasie katastrof, klęsk żywiołowych i konfliktów zbrojnych oraz bezpośrednio po nich. Powszechnie uważa się, że ochrona ludności znajduje się całkowicie w zakresie obowiązków obrony cywilnej, jednak zakres jej działalności wykracza znacznie dalej, toteż nie można ze sobą tych określeń utożsamiać.

## Ogniwa ochrony ludności w Polsce
Głównym ogniwem ochrony ludności, wykonującym działania zarówno doraźne, z zakresu reagowania na zagrożenia, ale także stosownego planowania, są naczelne i centralne organizacje administracji publicznej, czyli Ministrowie, Komendant Państwowej Straży Pożarnej, szef Obrony Cywilnej Kraju oraz naczelni inspektorzy. Bezpośrednią realizacją zadań z zakresu ochrony ludności zajmują się terenowe organy administracji publicznej – wojewodowie, starostowie, burmistrzowie, wójtowie, prezydenci miast i marszałkowie województw.
Bezpośrednią ochroną ludności w Polsce zajmują się w pierwszej kolejności państwowe służby ratownicze (Państwowa Straż Pożarna, zawodowe straże pożarne, państwowe ratownictwo medyczne, chemiczne, techniczne morskie, radiacyjne), organizacje ratownicze o charakterze społecznym (GOPR, TOPR, WOPR, PCK), oraz komercyjne firmy ratownicze. Ochrona ludności leży także w zakresie obowiązków obrony cywilnej, która prowadzi zarówno działania ratownicze, jak i długofalowe (np. opracowanie planów obrony cywilnej). W dalszej kolejności ochroną ludności zajmują się służby ochrony bezpieczeństwa i porządku publicznego, jak Policja, Straże Gminne, Straż Ochrony Kolei oraz prywatne agencje ochrony. Jeżeli instytucje te nie są w stanie sprostać sytuacji kryzysowej, działania z zakresu ochrony ludności wykonują Siły Zbrojne Rzeczypospolitej Polskiej.
Ochrona ludności to także działania o charakterze psychologicznym, prowadzone przez Polskie Towarzystwo Psychologiczne, poprzez powoływanie Ośrodków Interwencji Kryzysowej, oraz udzielania przez fachowców wsparcia dla ratowników w czasie prowadzenia operacji ratunkowych. Ochrona ludności przyjmuje także wymiar prawny, poprzez ratyfikację międzynarodowych zasad, broniących żywotnych interesów obywateli, jak np. Powszechna Deklaracja Praw Człowieka, czy Europejska Konwencja Praw Człowieka.

## Typologia
Ochrona ludności dzieli się na ochronę zbiorową oraz indywidualną. Na poziomie zbiorowym prowadzona jest przez instytucje i przejawia się działaniami takimi, jak ewakuacja, tworzenie miejsc schronienia, wykrywanie zagrożeń i alarmowanie o nich. Na poziomie indywidualnym dokonuje się ona przez działania obywateli, jak:
- Znajomość zasad, tras i miejsc ewakuacji.
- Znajomość sygnałów alarmowych oraz stosownych działań podejmowanych po ich usłyszeniu.
- Posiadanie indywidualnych środków ochrony, umiejętność posługiwania się nimi oraz ich konserwacja.
- Znajomość zasad przygotowania własnego mieszkania, budynku, ujęcia wody i środków żywnościowych do ochrony przed skutkami katastrof i kryzysów.
- Znajomość zasad udzielania pierwszej pomocy osobom poszkodowanym.
- Umiejętność samodzielnego likwidowania zarzewi różnych katastrof, np. pożarów.